# Icehouse (groupe)
Pour les articles homonymes, voir Icehouse.
Icehouse est un groupe new wave australien créé en 1981, composé initialement d'Iva Davies, Robert Kretschmer, Simon Lloyd, Stephen Morgan et Paul Wheeler. L'année précédente, ils avaient, sous le nom de Flowers, sorti un album qui s'intitulait Icehouse, nom qu'ils choisirent finalement comme titre de leur formation. Le groupe se fit ensuite connaître durant les années 1980, notamment avec leurs titres et succès Hey Little Girl, No Promises ou encore Crazy.

## Biographie

### Les débuts, de Flowers à Icehouse (1977-1981)
Aux origines de la formation, on trouve Iva Davies, chanteur, guitariste, bassiste et claviériste ; il fonde un premier groupe à Sydney en 1977, qu'il nomme Flowers. Il est alors accompagné de plusieurs musiciens, Keith Welsh, Anthony Smith et Don Brown. 

Ses premières représentations scéniques se feront dans des bars et clubs de la ville et de ses environs, interprétant alors des titres de T. Rex, David Bowie, Brian Eno ou encore Lou Reed et Ultravox. Puis en 1979, Flowers connaît des changements quand Don Brown et Anthony Smith quittent la formation et sont remplacés par John Lloyd et Michael Hoste.
L'année suivante, après avoir été signé par le label Regular Records, le groupe sort au printemps son premier single Can't help myself, suivi peu après de son premier album intitulé Icehouse. Ils se placeront tous deux fort bien dans les classements australiens et néo-zélandais permettant à Flowers d'acquérir une vraie popularité, remportant notamment en 1980 le titre de la "révélation de l'année" aux Countdown Rock Awards.
Fort de ce succès, la formation est signée par Chrysalis Records début 1981, dans le but de commercialiser l'album sur les marchés internationaux. C'est alors qu'est décidé un changement de nom afin d'éviter notamment toute confusion avec le groupe écossais The Flowers ; le titre du premier album de la formation australienne devient alors son nom officiel : "Icehouse" est né. À l'été 1981, ce premier opus sort sur le marché international et rencontre un succès certain, notamment aux États-Unis. Le groupe finit cette année-là en tournant en Europe et en Amérique du Nord.

### Succès international (1982-1986)
Après avoir effectué plusieurs tournées internationales, Icehouse occupe une place de choix sur la scène musicale de cette époque-là ; ses singles Can't help myself et We can get together connaissant le succès un peu partout (ce dernier entrant notamment dans le Billboard Hot 100). Cependant, malgré cette notoriété, le groupe est dissous fin 1981 ; Keith Welsh devenant manager de plusieurs formations australiennes, alors qu'Iva Davies (qui se révèlera être le seul membre permanent du groupe) garde les rênes d'Icehouse. 

Ainsi, début 1982, il enregistre l'album Primitive man. Celui-ci paraît à l'automne de la même année et connaît un grand succès, en Océanie comme en Europe, et rencontre un certain écho en Amérique du Nord, aidé par ses hits Hey little girl (le premier vrai tube international du groupe), Street café, et Great southern land. 

À noter que sur certains marchés, comme le Royaume-Uni, cet album sort en 1983 sous le titre Love in motion, incluant notamment la chanson du même nom qui avait été publiée en single quelque temps auparavant en Australie et Nouvelle-Zélande, y atteignant le Top 40 (ce morceau est cependant absent de Primitive man).
Afin de promouvoir cet album, Iva Davies recrée un groupe dans le but de tourner, il recrute ainsi ses anciens amis Michael Hoste et John Lloyd, qui sont rejoints par de nouveaux membres Robert Kretschmer, Guy Pratt et Andy Qunta. En 1983, cette nouvelle formation édite un EP intitulé Fresco, assurant alors les premières parties de la tournée européenne de David Bowie.

À la même époque, Iva Davies compose la bande originale du film d'horreur australien Razorback.
L'année suivante, Icehouse sort un nouvel album studio Sidewalk, qui mélange sons électroniques (notamment avec l'utilisation du Fairlight CMI) et musique à base d'instruments plus "traditionnels" comme la guitare et le saxophone. Il contient les succès Don't believe anymore et Taking the town.
En 1985, Davies collabore avec la Sydney Dance Company dans le cadre d'un projet mêlant danse et musique qui sera joué sur scène à la fin de cette année-là, puis au printemps 1986, Icehouse publie l'album Measure for measure qui renforce son succès national et international, notamment aux États-Unis (où ce disque entre dans le Top 75), avec des singles comme Cross the border, No promises (paru fin 1985) et Baby, you're so strange.
À cette époque, le groupe change fréquemment de personnel avec l'arrivée de nouveaux membres comme Simon Lloyd, Brian Eno, Paul Wheeler ou encore Steve Jansen.

### L'apogée (1987-1989)
Fort de quatre albums studio et de nombreux hits, Icehouse enchaîne les tournées. Ainsi, un concert donné en août 1986 à New York sera enregistré et publié en 87 sur l'album Icehouse : Live at the Ritz.
Puis en 1987/1988, le groupe connaît la consécration à la suite de la publication de son nouvel album studio intitulé Man of colours. Vendu à des millions d'exemplaires, ce disque se classe notamment dans le Top 50 américain et se voit couronné du titre du "meilleur album de l'année" aux ARIA Awards. Ses singles Crazy et Electric blue seront des succès dans plusieurs classements internationaux, atteignant notamment le Top 20 aux USA ; à noter que deux autres formations australiennes, INXS et Midnight Oil, connaissent elles aussi à la même époque et à l'instar d'Icehouse un important succès international, particulièrement sur le sol américain. 

En 1989, le groupe édite une compilation qui se classe au sommet des charts australiens et néo-zélandais, terminant ainsi en beauté les années 1980.

### Une carrière plus discrète (1990-2005)
Cependant, durant les années suivantes, Icehouse connaît une carrière moins fructueuse. En 1990, le groupe publie l'album Code blue, avec ses singles Big fun et Miss divine qui rencontrent encore un certain succès en Australie et Nouvelle-Zélande mais ont peu d'écho internationalement. 

À ce moment-là, la formation comportait entre autres Iva Davies, Simon Lloyd, Stephen Morgan et Paul Wheeler.
Après la sortie fin 1992 de la compilation Masterfile et de l'EP Spin one l'année suivante, Icehouse revient avec l'album Big wheel mais le succès d'antan n'est plus au rendez-vous. Le groupe collaborera aussi à nouveau avec la Sydney Dance Company pour la réalisation du spectacle « Berlin » en 1995, qui donnera naissance à l'album The Berlin tapes.
Au début des années 2000, Iva Davies et ses acolytes sont en préparation d'un nouvel album, devant s'intituler Bi-polar poems[réf. souhaitée], mais celui-ci ne verra pas le jour. Dans le même temps, les anciens albums du groupe paraissent en versions remasterisées, incluant titres bonus et autres prestations "live".

### Période récente
Depuis le mois d'août 2006, Icehouse est inscrit au ARIA Hall of Fame.
Parmi les dernières appartitions live notables du groupe, on peut citer une participation au grand concert de bienfaisance Sound Relief en mars 2009, qui s'est tenu au Sydney Cricket Ground. 

Et plus récemment, Icehouse a célébré ses quarante ans d'existence (incluant sa création initiale en tant que "Flowers") et les trente ans de la sortie de Man of colours par une série de concerts exceptionnels dans son pays d'origine, l'Australie.

## Discographie
- Icehouse (1980) (publié initialement en tant que Flowers)
- Primitive Man (1982) (publié sur certains marchés sous le titre Love In Motion)
- Sidewalk (1984)
- Measure for Measure (1986)
- Man of Colours (1987)
- Code Blue (1990)
- Big Wheel (1993)
- The Berlin Tapes (1995) (publié en tant que Iva Davies & Icehouse)